# Капитальный ремонт

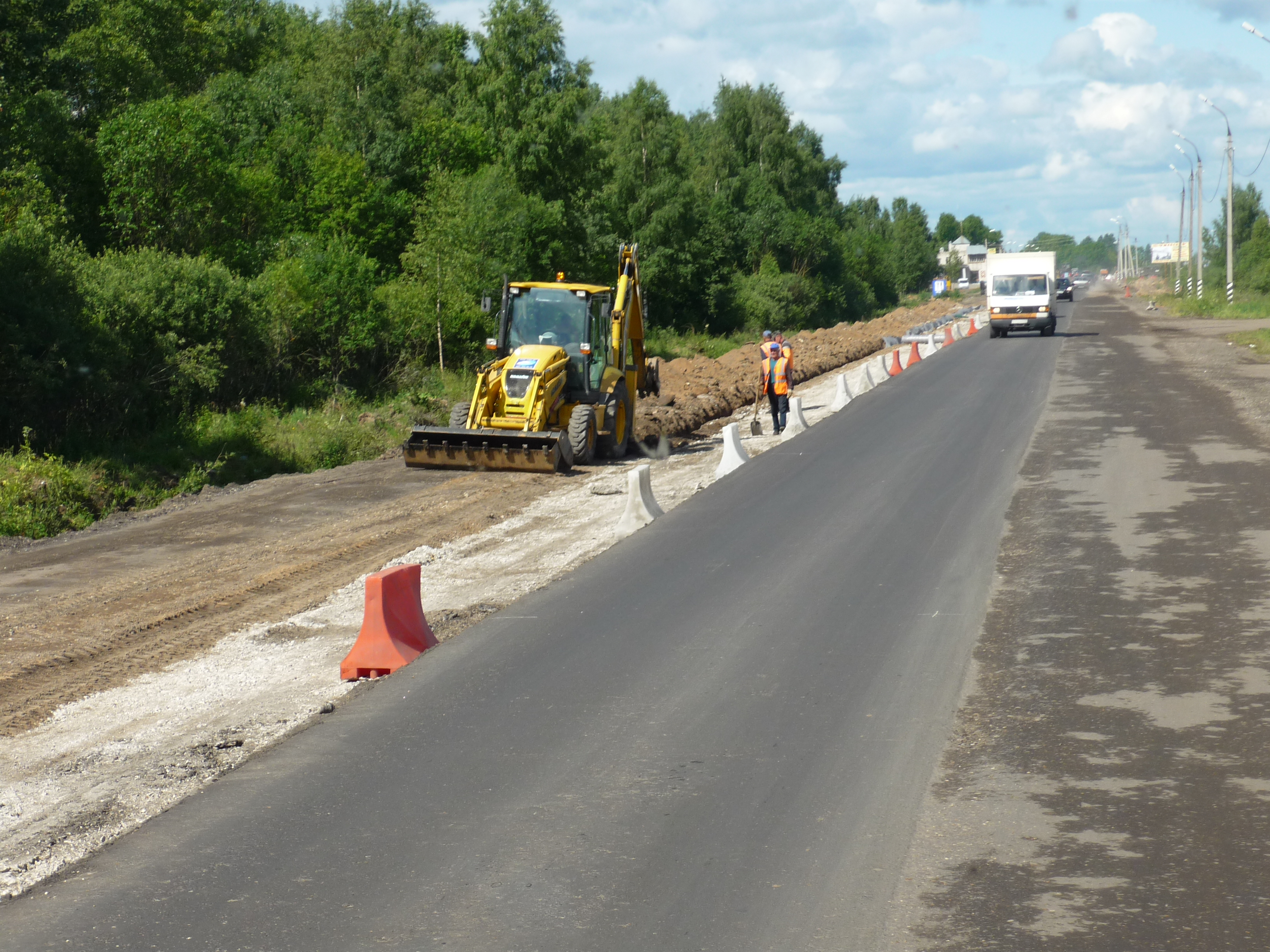
Капитальный ремонт M9

Капита́льный ремо́нт (существует сокращение капремонт) — плановый ремонт, выполняемый для восстановления исправности и полного или близкого к полному ресурса объекта с заменой или восстановлением любых его частей, включая базовые.

## Капремонт техники и оборудования
Традиционно ремонт принято делить на текущий, средний (восстановительный) и капитальный. Последний является наиболее существенным видом ремонта, проводимым преимущественно в плановом порядке. После капитального ремонта технические параметры машины должны приблизиться к первоначальным. Часто в рамках капремонта проводится и изменение конструкции (модификация) объекта техники.

## Капремонт зданий и сооружений
Капремонт зданий и сооружений может предусматривать замену несущих конструкций или их частей и элементов инженерного оборудования в составе здания и его инженерных систем для устранения физического износа, поддержания и улучшения эксплуатационных свойств без изменения функции здания и технико-экономических показателей.
В случае ипотеки залогодатель обязан поддерживать в исправном состоянии заложенное имущество, то есть производить текущий и капитальный ремонт в сроки, установленные федеральным законом и иными правовыми актами.
Капитальный ремонт не относится к капитальным вложениям.
В 2012 году были внесены поправки в Жилищный кодекс, по которым собственники жилья были обязаны вносить деньги на спецсчёт для ремонта своего дома либо перечислять их региональному оператору в общий котёл, который при отсутствии решения вводился по умолчанию. Отказаться от участия в «кассе взаимопомощи» в пользу спецсчёта можно только после погашения долгов перед оператором и в основном не ранее, чем через два года. Действие программы длится до 2045 года.
Размер взноса на капитальный ремонт по стране является разным, каждый регион самостоятельно устанавливает размер такого взноса. Ежегодно плата за капитальный ремонт возрастает, поскольку размер взноса ежегодно подлежит индексации в сторону увеличения. Обязанность оплаты взносов на капремонт подтверждена конституционным судом РФ.
В августе 2024 года премьер-министр РФ Михаил Мишустин подписал поставление об увеличении компенсации на капремонт жилья, поврежденного в результате ЧС, а также в результате террористического акта до 9 тысяч рублей за 1 м²..